# Wulf Köpke (Germanist)
Wulf Köpke (* 24. September 1928 in Lübeck; † 16. Mai 2010) war ein deutsch-US-amerikanischer Germanist.

## Leben
Er studierte in der Nachkriegszeit Germanistik und Philosophie in Freiburg im Breisgau und Paris. Nach der Promotion 1955 in Freiburg im Breisgau über Das Problem der Wirklichkeit im Spätwerk Jean Pauls wurde er Lektor für Deutsche Sprache und Literatur in Singapur, anschließend war er tätig beim Goethe-Institut in München. Er lehrte in Chicago, Houston und an der Texas A&M University. 2004 wurde Köpke mit der Herder-Medaille der Internationalen Herder-Gesellschaft ausgezeichnet.

## Schriften (Auswahl)
- Lion Feuchtwanger. München 1983, ISBN 3-406-08696-9.
- Understanding Max Frisch. Columbia 1991, ISBN 0-87249-714-3.
- Die Deutschen. Vergangenheit und Gegenwart. Fort Worth 1993, ISBN 0-03-074989-1.
- Wartesaal-Jahre. Deutsche Schriftsteller im Exil nach 1933. Erkelenz 2008, ISBN 978-3-932483-21-9.